# Piper darienense
Piper darienense är en pepparväxtart som beskrevs av C. Dc.. Piper darienense ingår i släktet Piper och familjen pepparväxter. Inga underarter finns listade i Catalogue of Life.